# Carlos Pumares
Carlos Pumares Pardo (Portugalete, Vizcaya, 29 de septiembre de 1943-Madrid, 12 de octubre de 2023) fue un crítico de cine y periodista español.

## Biografía
Licenciado en Ciencias Físicas, fue asesor cinematográfico del programa de RTVE La clave, que presentaba y dirigía el periodista José Luis Balbín, desde la primera hasta la última retransmisión. En él, una película servía como introducción a los diversos temas que luego debatirían los invitados, con preguntas que los espectadores realizaban telefónicamente hacia el final del espacio.
A principios de los años 1980 empezó a presentar el programa radiofónico Polvo de estrellas, casi como un experimento, ya que era la primera vez en ese medio que se apostaba por un formato orientado al cine y otras artes como el teatro.
Tras la cancelación de Polvo de estrellas en la cadena Onda Cero, Pumares colaboró en el portal Terra con un espacio denominado El monolito de Pumares. En él daba respuestas a las preguntas de los internautas sobre el mundo del cine. El espacio se mantuvo en el portal hasta el verano de 2004. Asimismo, colaboró como contertulio en el programa Crónicas marcianas hasta su desaparición en julio de 2005.
Realizó crítica de cine en el diario La Razón, presentó en Radio Voz La salud natural —espacio diario dedicado a la medicina natural—, mantuvo un blog para comentar noticias relacionadas con el mundo del cine, fue colaborador y contertulio fijo del magacín matinal Sin ir más lejos de Aragón TV y realizó un programa semanal en el canal Veo 7 (TDT) llamado Veo Cine, los sábados, a las 23 horas.
Carlos Pumares intervino como actor en FBI: Frikis Buscan Incordiar (Javier Cárdenas, 2004) y en Torrente 3, el protector (Santiago Segura, 2005); y firmó los guiones de las películas La casa de las chivas (León Klimovsky, 1972), Separación matrimonial (Angelino Fons, 1973), Una mujer prohibida (José Luis Ruiz Marcos, 1974), El extraño amor de los vampiros (León Klimovsky, 1977) y el de la serie televisiva El hotel de las mil y una estrellas (Yagüe, 1978). Además, realizó un par de colaboraciones en el programa Sálvame y formó parte del jurado del programa de Telecinco ¡Mira quién salta!.

### Polvo de estrellas
Polvo de estrellas se emitía de lunes a viernes en la desaparecida Antena 3 de Radio a partir de la 1:30 de la madrugada, después del deportivo dirigido por José María García. Su duración inicial era de media hora, pero debido a las buenas audiencias llegó a alargarse hasta las tres horas, siempre de madrugada y en esa misma cadena.
El programa constaba de lo siguiente:
- Llamadas telefónicas y peticiones de la audiencia.
- Resolución de las dudas de estos. Algunas de ellas eran detalles de películas antiguas o de difícil localización que Pumares casi siempre resolvía, ganándose una gran credibilidad entre los radioyentes.
- Reproducción de canciones difíciles de encontrar en el mercado por incluirse en discos de coleccionistas o descatalogados. Estos álbumes los guardaba en un habitáculo al que denominaba «la leonera».
- Realización de monográficos, en los que alternaba la música con cortes de diálogos de películas. Algunos de los más famosos trataban sobre el género western y sus diferentes etapas en la historia del cine, sobre los hermanos Marx, sobre películas de aventuras, de terror, etc.
- Programación de especiales sobre películas. Tuvieron gran éxito los dedicados a las películas 2001: Una odisea del espacio ("el monolito"), Duelo al sol o Apocalypse Now, entre otros muchos.

También solía desplazarse a diferentes festivales de cine (Sitges, Valladolid, San Sebastián, Gijón, Berlín, Cannes, Venecia...), desde donde retransmitía los programas en directo.
Su frase para responder a una llamada de un oyente, «Sí, buenas noches, dígame», se hizo mítica entre los oyentes de su programa, así como su comportamiento displicente hacia los mismos.
Tras la desaparición de Antena 3, su programa pasa a Radio Voz, donde, sin variación de contenidos ni estructura, es renombrado como La voz de las estrellas. Allí permaneció hasta que en 1999 entra en Onda Cero y recupera su título original.

## Libros publicados
- La casa de las chivas con Manuel Villegas López, Jaime Salom y José Luis Garci (Galaxia Films, 1971)
- El secreto de Tristán Bantam: Cita en Bahía con Hugo Pratt (Pala, 1971) ISBN 84-222-0205-0
- Los cuentos de Popeye con Alberto Solsona, José Luis Garci y Adolfo Castaño: (Pala, 1973) ISBN 84-222-0301-4
- Un matrimonio perfecto (1973)
- Tan cerca y lejos (1973)
- Los colonizadores: argumento cinematográfico (1974)
- Los cuentos de Rosario con José Luis Garci, Adolfo Castaño y Alberto Solsona: (Pala, 1974) ISBN 84-222-0302-2
- Mandrake: La dimensión X con Dick Fulton y Adolfo Castaño (Pala, 1974) ISBN 84-222-0103-8
- Una de tantas con Lázaro Irazábal (1974)
- Al amanecer con Juan José Daza del Castillo y Abelardo Empecinado (1975)
- El chalet de los geranios con Enrique Herreros, Juan José Daza del Castillo y Abelardo Empecinado (1975)
- La noche de los vampiros con Juan José Daza del Castillo (1975)
- Wild Wild East colaboración en Domingo López (2015)
- Carlos Pumares: un grito en la noche de Iván Reguera y Juan José Aparicio (Alicante: Editorial Club Universitario, 2006. 226 páginas. ISBN 84-8454-506-7), una indagación en la figura de este periodista.